# عزلة ربع الشمري (حجة)

تعديل مصدري - تعديل

عزلة ربع الشمري هي إحدى عزل مديرية بني قيس الطور في محافظة حجة اليمنية ويبلغ تعداد سكانها 10264 نسمة حسب التعداد السكاني في اليمن لعام 2004.

## روابط خارجية
- الجهاز المركزي للإحصاء بالجمهورية اليمنية
- المركز الوطني للمعلومات باليمن
- World Gazetteer:Yemen
- الدليل الشامل